# Leah O'Rourke
Leah O'Rourke (Newry, Irlanda del Norte; 12 de noviembre de 1988) es una actriz norirlandesa. Es más reconocida por su papel de Jenny Joyce, en la serie Derry Girls, creada y escrita por Lisa McGee y emitida entre 2018 y 2022 en Channel 4, así como para Netflix.

## Carrera
O'Rourke saltó a la fama en 2018 tras su papel secundario en la serie de comedia Derry Girls.
Fuera de esta producción, O'Rourke ha aparecido en varios cortometrajes, como Wasted (2013), Anna (2013) y Normality (2014). En 2016, O'Rourke interpretó el personaje de Siobhán en la galardonada película Half Brothers. O'Rourke ha hablado sobre cómo se presentó a la audición para el papel de "Marianne" en la serie dramática aclamada por la crítica, Normal People, pero perdió ante la que finalmente sería su protagonista, Daisy Edgar-Jones.
Además de actuar profesionalmente, O'Rourke también ha trabajado como profesora de arte dramático en la Escuela de Música y Artes Escénicas del Condado de Fermanagh.
En 2023, O'Rourke participó como concursante en la sexta serie de Dancing with the Stars, formando pareja con John Nolan.

## Filmografía
| Año       | Película/Televisión    | Papel         | Notas               |
| --------- | ---------------------- | ------------- | ------------------- |
| 2006      | Fiddler's Walk         | Joven Naomh   | Película            |
| 2008      | Last Man Hanging       | Bailarina     | Telefilme           |
| 2009      | Seacht                 | Estudiante    | Serie de televisión |
| 2012      | Game of Thrones        | Extra         | Serie de televisión |
| 2013      | Wasted                 | Girl at party | Cortometraje        |
| 2013      | Anna                   | Anna Phelan   | Cortometraje        |
| 2013      | Midnight               | Sarah         | Cortometraje        |
| 2014      | 1: Nenokkadine         | Passerby      | Película            |
| 2014      | Normality              | Julie         | Cortometraje        |
| 2016      | Half Brothers          | Siobhán       | Película            |
| 2018–2022 | Derry Girls            | Jenny Joyce   | Serie de televisión |
| 2022      | The Six O'Clock Show   | Guest         | Chat show           |
| 2023      | Dancing with the Stars | Participante  | Series 6            |